# Eleições estaduais do Rio Grande do Sul de 1986
As eleições estaduais no Rio Grande do Sul em 1986 aconteceram juntamente com todos outros Estados e Territórios Federais, em 15 de novembro. Realizaram-se eleições para os seguintes cargos:
Governador
Senador (duas vagas)
Deputado Federal
Deputado Estadual
Para o Governo do Estado, foram lançadas cinco candidaturas:  Pedro Simon (PMDB), Aldo Pinto (PDT, em coligação com o PDS), Carlos Chiarelli (PFL), Clóvis Ilgenfritz (PT) e Fúlvio Petracco (PSB).
Foram as primeiras eleições estaduais após o início da nova república e da presidência de José Sarney.  As eleições foram realizadas sob a influência da enorme popularidade do plano cruzado, que rendeu vitórias do PMDB em todos os estados do país, menos em Sergipe, onde venceu o PFL, seu aliado.
Não existia ainda no Brasil o segundo turno, tendo sido implantado apenas com a constituição de 1988.

## Resultado da eleição para governador
1º colocado: Pedro Simon (PMDB), 2.009.381 votos (41,68%)
2º colocado: Aldo Pinto (PDT, em coligação com o PDS), 1.140.228 votos (23,65%)
3º colocado: Carlos Chiarelli (PFL), 524.399 votos (10,87%)
4º colocado: Clóvis Ilgenfritz (PT), 256.767 votos (5,33%)
5º colocado: Fúlvio Petracco (PSB), 254.599 votos (5,28%)
Pedro Simon assumiu o Governo do Estado do Rio Grande do Sul em 15 de março de 1987, tendo renunciado em 1990 para concorrer ao senado.

## Lista das candidaturas majoritárias
(por partido, em ordem alfabética:)

Partido da Frente Liberal (PFL)
Carlos Chiarelli: Governador - nº 25
?: Vice Cirne Lima
?: Senador - nº 251
?: Senador - nº 252

Partido Democrático Trabalhista (PDT), coligado ao Partido Democrático Social (PDS)
Aldo Pinto (PDT): Governador - nº 12
Silvérius Kist (PDS): Vice
Nelson Marchezan (PDS): Senador - nº 111
Sereno Chaise (PDT): Senador - nº 122

Partido do Movimento Democrático Brasileiro (PMDB)
Pedro Simon: Governador - nº 15
Sinval Guazelli: Vice
José Fogaça: Senador - nº 151
José Paulo Bisol: Senador - nº 152

Partido dos Trabalhadores (PT)
Clóvis Ilgenfritz: Governador - nº 13
João Acir Verle: Vice
Dinarte Belato: Senador - nº 131
Flávio Koutzii: Senador - nº 132

Partido Socialista Brasileiro (PSB)
Fúlvio Petracco: Governador - nº 40
?: Vice
?: Senador - nº 401
?: Senador - nº 402

## Resultado da eleição para deputados federais e estaduais
Deputados Federais
| partido | votos     | %      | cadeiras |
| ------- | --------- | ------ | -------- |
| PMDB    | 1.886.580 | 41,12% | 17       |
| PDS     | 614.663   | 13,40% | 5        |
| PDT     | 534.604   | 11,65% | 5        |
| PT      | 316.299   | 6,89%  | 2        |
| PFL     | 280.263   | 6,11%  | 2        |
| outros  | 105.916   | 2,31%  | -        |
| brancos | 819.810   | 17,87% | -        |
| total   | 4.588.135 |        | 31       |

Deputados Estaduais
| partido | votos     | %      | cadeiras |
| ------- | --------- | ------ | -------- |
| PMDB    | 1.823.129 | 39,69% | 27       |
| PDS     | 662.471   | 14,42% | 10       |
| PDT     | 612.780   | 13,34% | 7        |
| PFL     | 361.987   | 7,88%  | 5        |
| PT      | 273.835   | 5,96%  | 4        |
| outros  | 84.200    | 1,83%  | -        |
| brancos | 774.878   | 16,87% | -        |
| total   | 4.593.400 |        | 55       |